# Apistogramma meinkeni
Apistogramma meinkeni är en fiskart som beskrevs av Kullander, 1980. Apistogramma meinkeni ingår i släktet Apistogramma och familjen Cichlidae. Inga underarter finns listade i Catalogue of Life.